# Golac (Kornat)
Koordinati:   43°48′48″N, 15°16′30″E
Golac je majhen nenaseljen otoček v Kornatih. Pripada Hrvaški.
Otoček, ki je v nekaterih zemljevidih označen tudi kot Golić leži pri otoku Kornat med otočkoma Bisaga in Levrnaka. Njegova površina meri 0,011 km², Dolžina obalnega pasu meri 0,43 km.